# Racing Club de Cannes 2017-2018
Questa voce raccoglie le informazioni riguardanti il Racing Club de Cannes nelle competizioni ufficiali della stagione 2017-2018.

## Organigramma societario
Area direttiva
- Presidente: Agostino Pesce

Area tecnica
- Allenatore: Riccardo Marchesi
- Allenatore in seconda: Mathieu Buravant

Area sanitaria
- Preparatore atletico: Alessandro Orefice

## Rosa
| N° | Nome              | Ruolo | Data di nascita   | Nazionalità sportiva |
| -- | ----------------- | ----- | ----------------- | -------------------- |
| 1  | Myriam Kloster    | C     | 4 agosto 1989     | Francia              |
| 2  | Héléna Cazaute    | S     | 17 dicembre 1997  | Francia              |
| 3  | Lucille Gicquel   | S     | 13 novembre 1997  | Francia              |
| 4  | Angie Bland       | C     | 26 aprile 1984    | Belgio               |
| 6  | Ljiljana Ranković | S     | 8 aprile 1993     | Serbia               |
| 7  | Brianna Beamish   | S     | 4 settembre 1993  | Canada               |
| 8  | Christina Bauer   | C     | 1º febbraio 1988  | Francia              |
| 10 | Vedrana Jakšetić  | P     | 17 settembre 1996 | Croazia              |
| 11 | Tanja Grbić       | P     | 9 luglio 1988     | Serbia               |
| 13 | Nadia Centoni     | O     | 19 giugno 1981    | Italia               |
| 16 | Nadija Kodola     | S     | 29 settembre 1988 | Ucraina              |
| 18 | Jole Ruzzini      | L     | 25 febbraio 1984  | Italia               |